# Ernani do Nascimento Germano
Ernani do Nascimento Germano (São João da Barra, Brasil, 16 de julio de 1984) es un futbolista brasileño que juega como defensor lateral izquierdo. Juega actualmente para el Boavista.

## Carrera
Ernani dio sus primeros pasos en el fútbol en el Americano, donde fue tempranamente transferido al Iraty. En el comienzo de su carrera, ya había jugado en Juventude y Marília.
Regresó al Americano en 2007, permaneciendo hasta 2009. Hizo un Campeonato Carioca excelente en el 2009 y recibió propuestas de grandes clubes como Flamengo y Botafogo, pero terminó yendo a Vasco da Gama, donde estuvo en las reservas los dos años que sirvió en el club. A finales de 2010, no renovó contrato y finalmente fue liberado por el Clube da Colina.
También en diciembre de 2010, firmó con Vitória para la temporada 2011. El 1 de agosto de 2011, con la llegada del nuevo técnico Vagner Benazzi, Ernani fue despedido. Semanas más tarde, firmó con Duque de Caxias.
En el 2012, fue transferido al Boavista.

## Clubes
| Club                   | País   | Año           |
| ---------------------- | ------ | ------------- |
| Americano              | Brasil | 2004          |
| Iraty                  | Brasil | 2005          |
| Marília (cesión)       | Brasil | 2006          |
| Juventude (cesión)     | Brasil | 2006 - 2007   |
| America (cesión)       | Brasil | 2007          |
| Joinville (cesión)     | Brasil | 2008          |
| Americano (cesión)     | Brasil | 2008          |
| Vasco da Gama (cesión) | Brasil | 2009 - 2010   |
| Vitória                | Brasil | 2011          |
| Duque de Caxias        | Brasil | 2011          |
| Boavista               | Brasil | 2012-presente |